# Gas Gas EC F
La Gas Gas EC F, precedentemente Gas Gas EC FSR o più semplicemente Gas Gas FSR, precedentemente denominata Gas Gas FSE è una serie di motociclette con motore a quattro tempi della casa motociclistica spagnola Gas Gas per l'enduro.

## Descrizione
Le differenze tra la "FSE" e la "FSR", sono sia estetiche che meccaniche, esteticamente con la FSR si ha una nuova linea, che rimane sempre spigolosa, ma si semplifica nella struttura, con il copriradiatori che riducono le feritoie a una, il parafango anteriore che abbandona il traversino centrale e i portatabelle posteriori ridisegnati.
Meccanicamente si ha una nuova pedivella e il motore con una corsa differente e un nuovo scarico con un andamento più rettilineo.
Dal 2011 si ha la produzione del solo modello 250 con motore Yamaha a 5 valvole

## Cilindrate
250
Prodotta dal 2011
400
Prodotta dal 2003 al 2005
450
Prodotta dal 2003 fino al 2010